# نیل مرون
نیل مرون (انگلیسی: Neil Meron؛ زاده ۲۶ اکتبر ۱۹۵۵) یک تهیه‌کننده تلویزیون و سینما است.